# Juan Ruiz de Alarcón

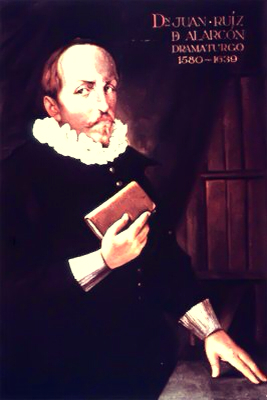
Juan Ruiz de Alarcón

Juan Ruiz de Alarcón (* Ende 1580 oder zu Beginn 1581 in Taxco de Alarcón (Guerrero, Mexiko); † 4. August 1639 in Madrid) war ein spanischer Dramatiker.

## Leben
Er studierte Jura in der Real y Pontificia Universidad de la Ciudad de México (Königlichen und Päpstlichen Universität der Stadt Mexiko).
Am 15. April 1600 reiste er nach Spanien, wo er eine Zeit lang als Jurist in Sevilla arbeitete. Einige seiner Werke spiegeln Spanien wider, wie er es dabei wahrnahm: So hat beispielsweise „La verdad sospechosa“ (Die verdächtige Wahrheit) als Protagonisten Don García, der in Salamanca studiert hat. Nach wenigen Jahren kehrte er nach Mexiko zurück.
1614 kam er ein weiteres Mal nach Spanien, wo er bis zu seinem Tode, 25 Jahre später, blieb und als einstweiliger Berichterstatter des Consejo de Indias arbeitete. Dort wandte er sich verstärkt der Literatur und zwischen 1615 und 1634 verstärkt dem Theater zu. Letzteres brachte ihm einerseits Prestige und ein gutes Einkommen, andererseits aber auch viele Feindschaften ein.
Ruiz de Alarcón war von Gestalt her sehr klein, buckelig und rothaarig, weswegen viele schlechte Scherze über ihn gemacht wurden, unter anderem auch von den Arbeitskollegen Félix Lope de Vega, Pedro Calderón de la Barca und Francisco de Quevedo, der ihn „Krüppel“ nannte. Der Dramatiker des goldenen Zeitalters der spanischen Literatur (Siglo de Oro) starb am 4. August 1639, relativ wohlhabend, in Madrid.
Ein Bild von dem Dramatiker ist nicht erhalten, alle Bilder von ihm sind im Nachhinein entstanden, das verbreitetste darunter befindet sich in der Gemeinde von Santa Prisca in Taxco de Alarcón.

## Werk
Im Vergleich zu anderen Autoren aus seiner Epoche, hat der mexikanische Autor nicht besonders viele Werke produziert, die vorliegenden Stücke aber zeichnen sich durch ihre hohe Qualität aus. Insgesamt publizierte Ruiz de Alarcón in zwei Bänden zwanzig Komödien, wovon der erste Band (darunter „Los paredes oyen“) 1628 herauskam und der zweite 1634 (der „La verdad sospechosa“ enthielt).
Inspiration für seine Themen fand Ruiz de Alarcón in verschiedenen Stücken, so in William Shakespeares „Der Kaufmann von Venedig“, der „El examen de maridos“ ähnelt, beide sind inspiriert aus einer gemeinsamen italienischen Quelle.
Sein „Anticristo“ entstand teilweise aus „Evangelios apócrifos“. Mit „El tejedor de Segovia“ wird das romantische Drama vorweggenommen.
Ruiz de Alarcón ist ein moralisierender Sittenkomödien-Schreiber, diese Eigenschaft war für seine Werke charakterisierend. Das Angreifen der sozialen Laster und Sünden seiner Epoche, das Moralisierende, was in den Werken Lope de Vegas nicht zu finden war.
Seine Hauptwerke sind „Las paredes oyen“ (Die Wände hören) und „La verdad sospechosa“ (Die verdächtige Wahrheit). Das letztgenannte Werk inspirierte den französischen klassizistischen Dramatiker Pierre Corneille zu seiner Charakterkomödie Le Menteur (Der Lügner). In beiden Komödien steht die Verleumdung, das krankhafte oder manische Lügen im Mittelpunkt. Ruiz de Alarcóns Werke bewegen sich immer im städtischen Umfeld. Er ist einer der höflichsten und psychologischen barocken Dramatiker.
Ein langjähriger Freund war Tirso de Molina, auf den, so wird in der Literaturwissenschaft vermutet, einige Stücke (z. B. Cautela contra cautela, Siempre ayuda la verdad etc.) zurückgehen, die er und nicht Alarcón geschrieben hat, oder zumindest beide in einer Gemeinschaftsarbeit geschrieben haben.
Werke des ersten Bandes sind:
Los favores del mundo o Ganar perdiendo,
La industria y la suerte,
Las paredes oyen,
El semejante a sí mismo,
La cueva de Salamanca,
Mudarse por mejorarse,
Todo es ventura,
El desdichado en fingir.
Werke des zweiten Bandes sind:
Los empeños de un engaño,
El dueño de las estrellas,
La amistad castigada,
La manganilla de Melilla,
Ganar amigos,
La verdad sospechosa,
El anticristo,
El tejedor de Segovia,
La prueba de las promesas,
Los pechos privilegiados,
La crueldad por el honor,
El examen de maridos.
Weitere Werke:
Quien mal anda mal acaba,
No hay mal que por bien no venga,
La culpa busca la pena y el agravio la venganza,
Siempre ayuda la verdad,
Cautela contra Cautela.

### Einteilen lassen sich seine Theaterwerke in vier Typen
1. Moralisierende Komödien mit einem heroischen Akzent (Bsp.: El tejedor de Segovia)
2. Intrigen-Stücke mit einem satirischen Stil Alarcóns, der auf die Lügen und Verleumdungen abzielt (Bsp. Las paredes oyen, La verdad sospechosa)
3. Magische Komödien (Bsp. La prueba de las promesas)
4. Heiligenstücke (Bsp. El Anticristo)

Seine Stücke zeichnen sich aus durch eine städtische Umgebung, das Thema des capa und espada, Nüchternheit, durch Satire, Moral, dem Alltäglichen aber auch dem Speziellen in einigen Themen und der Ironie. Vor allem das französische Theater wurde durch sein Werken beeinflusst.

### La verdad sospechosa
„Die verdächtige Wahrheit“ ist vielleicht sein typischstes Theaterwerk und ein Paradestück des goldenen Zeitalters (Siglo de Oro). Dieses Theaterstück spielt an auf die damalige Zeit und die Entwicklungen, eine Atmosphäre der Reformen, Veränderungen der Gebräuche, Sitten und der Sparsamkeit, während die Gesellschaft relativ luxusgewöhnt und sehr frivol, leichtfertig, war.
Die Geschichte handelt von dem Sohn Don García, der aus einer edlen Familie stammt. Er reist nach dem Tod seines Bruders nach Madrid, wo er zwei junge Damen, Jacinta und Lucrecia, trifft. Er bestaunt die Schönheit der ersten, die ihn so fasziniert, dass er versucht, sie mit Lügen zu erobern. Er, der gerade aus Salamanca gekommen ist, erzählt er wäre ein reicher Indianer aus Peru. Ein Umstand lässt ihn glauben, die Schöne hieße Lucrecia.
Wenig später trifft er einen Freund aus seiner Kindheit, don Juan de Sosa, der Freund von Jacinta. Dieser wird eifersüchtig, weil den Wagen seiner Verliebten auf einer Feier im Sotillo in Madrid gesehen wurde. Don García lügt ein weiteres Mal und erzählt, dieser habe die Feier organisiert.
Don Beltrán, der Vater von Don García, versucht, Jacinta zu verheiraten, aber sein Sohn versucht mit einer neuen Lüge, diese Heirat zu verhindern, obwohl er nicht weiß, dass Jacinta seine Gewählte ist und nicht Lucrecia. Er lügt und sagt, er habe sich heimlich in Salamanca verheiratet.
Zur gleichen Zeit fühlt sich Don Juan durch seinen alten Freund verletzt, er vertraut ihm nicht, auch wenn das Gespräch in einem Zimmer in San Blas dazu beiträgt, aufzuklären, dass Jacinta ihr Gefährt verliehen hat, welches bei der Feier gesehen wurde. Don Juan ist eifersüchtig.
Jacinta bereitet ein Gespräch mit Don García auf dem Balkon von Lucrecia vor. Das neue Zusammenkommen führt abermals zu Missverständnissen, die die Situation noch schwieriger machen. Aber Don García beharrt auf seiner Eroberung, obwohl er diese immer noch mit Lucrecia verwechselt. Die drei, Lucrecia, Jacinta und Don García, treffen sich in der Kirche von Magdalena, wo es zu neuen Missverständnissen kommt, die die beiden Damen dazu bringen, sich gegenseitig zu verdächtigen und an der Wahrheit der jeweils anderen zu zweifeln, was ihren jungen Freund betrifft.
Don Beltrán schließlich erfährt die Lüge seines Sohnes der Heirat in Salamanca. Sein Sohn gibt zu, diese Lüge erfunden zu haben, da er in Lucrecia verliebt sei und deshalb nicht Jacinta heiraten wolle (er verwechselt beide immer noch). Don Beltrán akzeptiert also Lucrecia als zukünftige Ehefrau seines Sohnes und Don Juan wird Jacinta versprochen. Erst kurz vor dem Schluss, als die Frauen ihren zukünftigen Ehemännern zugeführt werden, merkt Don García seinen Fehler, was nun aber zu spät ist. Er muss nun Lucrecia heiraten.
Das Theaterstück ist einerseits eine Charakterkomödie, vor allem mit dem Protagonisten Don García, und zum zweiten eine Sittenkomödie, mit einem moralischen Appell und stellt die Kritik an der damaligen Gesellschaft des Siglo de Oro dar.